# Coprinopsis filamentifer
Coprinopsis filamentifer är en svampart som först beskrevs av Robert Kühner, och fick sitt nu gällande namn av Redhead, Vilgalys & Moncalvo 2001. Coprinopsis filamentifer ingår i släktet Coprinopsis och familjen Psathyrellaceae.  Arten är reproducerande i Sverige. Inga underarter finns listade i Catalogue of Life.